# Hilde Fenne
Hilde Fenne (Voss, 12 mei 1993) is een Noorse biatlete.

## Carrière
Fenne werd in 2012 wereldkampioene bij de junioren op het onderdeel sprint, op de individuele afstand behaalde ze het brons. Samen met Thekla Brun-Lie en Marion Rønning Huber behaalde ze de wereldtitel op de estafette. Bij haar wereldbekerdebuut, in december 2012 in Östersund, scoorde de Noorse direct haar eerste wereldbekerpunten. Op de wereldkampioenschappen biatlon 2013 in Nové Město eindigde Fenne als 77e op de 15 kilometer individueel, samen met Ann Kristin Flatland, Synnøve Solemdal en Tora Berger veroverde ze de wereldtitel op de 4x6 kilometer estafette.

## Resultaten

### Wereldkampioenschappen
| Jaar | Plaats            | Onderdeel   | Onderdeel | Onderdeel     | Onderdeel  | Onderdeel | Onderdeel          | Onderdeel                 |
| Jaar | Plaats            | Individueel | Sprint    | Achtervolging | Massastart | Estafette | Gemengde estafette | Single gemengde estafette |
| ---- | ----------------- | ----------- | --------- | ------------- | ---------- | --------- | ------------------ | ------------------------- |
| 2013 | Nové Město        | 77e         | –         | –             | –          | Goud      | –                  |                           |
| 2015 | Kontiolahti       | –           | –         | –             | –          | –         | –                  |                           |
| 2016 | Oslo Holmenkollen | –           | –         | –             | –          | –         | –                  |                           |
| 2017 | Hochfilzen        | –           | 58e       | 55e           | –          | 11e       | –                  |                           |
| 2019 | Östersund         | –           | –         | –             | –          | –         | –                  | –                         |
| 2020 | Antholz           | –           | –         | –             | –          | –         | –                  | –                         |

### Wereldkampioenschappen junioren
| Jaar | Plaats       | Onderdeel   | Onderdeel | Onderdeel     | Onderdeel |
| Jaar | Plaats       | Individueel | Sprint    | Achtervolging | Estafette |
| ---- | ------------ | ----------- | --------- | ------------- | --------- |
| 2012 | Kontiolahti  | –           | –         | –             | Goud      |
| 2013 | Obertilliach | 8e          | 13e       | 14e           | 4e        |

### Wereldbeker
Eindklasseringen
| Seizoen   | Algemeen      | Individueel   | Sprint        | Achtervolging | Massastart    |
| --------- | ------------- | ------------- | ------------- | ------------- | ------------- |
| 2012/2013 | 62e           | 47e           | 72e           | 55e           | –             |
| 2013/2014 | 81e           | 31e           | -             | -             | –             |
| 2014/2015 | Geen deelname | Geen deelname | Geen deelname | Geen deelname | Geen deelname |
| 2015/2016 | 55e           | –             | 65e           | 50e           | 37e           |
| 2016/2017 | 77e           | –             | 81e           | 62e           | –             |
| 2017/2018 | 54e           | –             | 50e           | 53e           | –             |

Wereldbekerzeges
| Nr.        | Datum           | Plaats     | Onderdeel        |
| Estafettes | Estafettes      | Estafettes | Estafettes       |
| ---------- | --------------- | ---------- | ---------------- |
| 1.         | 9 december 2012 | Hochfilzen | 4x6 km estafette |
| 2.         | 9 januari 2013  | Ruhpolding | 4x6 km estafette |